# ماري فورد
ماري فورد (بالإنجليزية: Mary Ford)‏ هي مغنية وموسيقية وعازفة قيثارة وممثلة أمريكية، ولدت في 7 يوليو 1924 في إل مونتي في الولايات المتحدة، وتوفيت في 30 سبتمبر 1977 في أركاديا في الولايات المتحدة بسبب السكري.

## وصلات خارجية
- ماري فورد على موقع IMDb (الإنجليزية)
- ماري فورد على موقع الموسوعة البريطانية (الإنجليزية)
- ماري فورد على موقع ميوزك برينز (الإنجليزية)
- ماري فورد على موقع أول موفي (الإنجليزية)
- ماري فورد على موقع إن إن دي بي (الإنجليزية)
- ماري فورد على موقع أول ميوزيك (الإنجليزية)
- ماري فورد على موقع ديسكوغز (الإنجليزية)
- ماري فورد على موقع قاعدة بيانات الفيلم (الإنجليزية)